# Anne-Marie Schaffner
Anne-Marie Schaffner (Nanci, 31 de maio de 1945) é uma ex - política francesa que foi membro do Parlamento Europeu de 1999 a 2004.